# Nikos Christodoulides
Nikos Christodoulides (Geroskipou, 6 de dezembro de 1973) é um político cipriota grego, que é o atual presidente de Chipre desde 28 de fevereiro de 2023. Anteriormente, atuou como Ministro das Relações Exteriores, de 2018 a 2022, e Porta-voz do Governo, de 2014 a 2018. Antes de entrar na política, foi diplomata acadêmico e de carreira.
Christodoulides renunciou ao segundo governo de Nicos Anastasiades em janeiro de 2022, em meio a especulações de que concorreria à presidência em 2023. Em junho, ele confirmou que concorreria à presidência como independente, sem o apoio de seu partido DISY. Desde então, ele foi endossado pelos partidos DIKO, EDEK, DIPA e Solidariedade.
Ele venceu o primeiro turno das eleições presidenciais com 32,04% dos votos e, posteriormente, foi apoiado pelo atual presidente Nicos Anastasiades. Christodoulides venceu o segundo turno com 51,92% dos votos, contra 48,08% de Andreas Mavroyiannis, apoiado pelo AKEL, para se tornar presidente de Chipre.

## Início de vida
Christodoulides nasceu em Geroskipou, Pafos, em 6 de dezembro de 1973, em uma família de etnia cipriota grega. Seu pai era da aldeia de Choulou, na montanhosa Pafos, enquanto sua mãe era de Geroskipou. Ele se formou no liceu Archbishop Makarios em Pafos em 1991, e seguiu carreira em Ciência Política.

## Carreira

### Educação
Ele é bacharel em ciência política, economia, estudos bizantinos e gregos modernos pela Faculdade de Queens da Universidade da Cidade de Nova Iorque; tem um mestrado em ciência política pela Universidade de Nova Iorque e outro em estudos diplomáticos pela Universidade de Malta na Academia Mediterrânea de Estudos Diplomáticos e, finalmente, um doutorado pelo Departamento de Ciência Política e Administração Pública da Universidade de Atenas.

### Diplomata
Christodoulides começou sua carreira como diplomata em 1999, exercendo o cargo até 2013. Nesse período, atuou como diretor do Gabinete do Ministro das Relações Exteriores da República de Chipre, porta-voz da Presidência cipriota do Conselho da União Europeia em Bruxelas, subchefe de missão da Embaixada de Chipre na Grécia, diretor do Gabinete do Secretário Permanente do Ministério dos Negócios Estrangeiros e cônsul-geral no Alto Comissariado da República de Chipre no Reino Unido.

### Nomeações da universidade e do governo
Além disso, entre os anos de 2007 e 2010, Christodoulides lecionou e atuou como pesquisador associado no Departamento de História e Arqueologia da Universidade de Chipre. Especificamente, ele ensinou a matéria de "História do mundo pós-guerra". Finalmente, antes de sua nomeação como Ministro das Relações Exteriores em 1 de março de 2018, ele atuou como diretor do Gabinete Diplomático do Presidente da República de Chipre entre 2013 e 2018, e porta-voz do governo entre 2014 e 2018.

### Ministro das Relações Exteriores

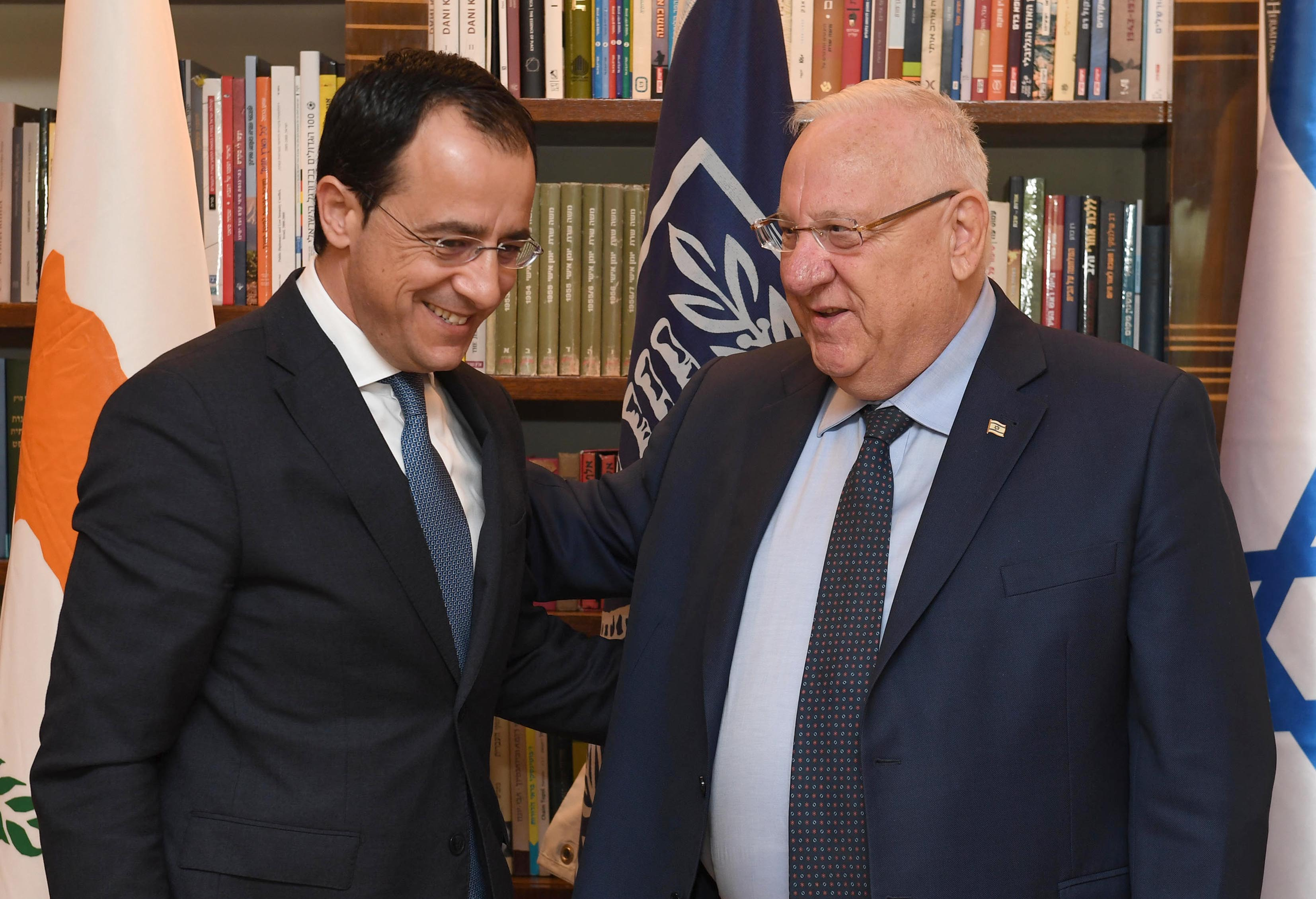
Christodoulides se reunindo com o presidente israelense, Reuven Rivlin, em 22 de março de 2018

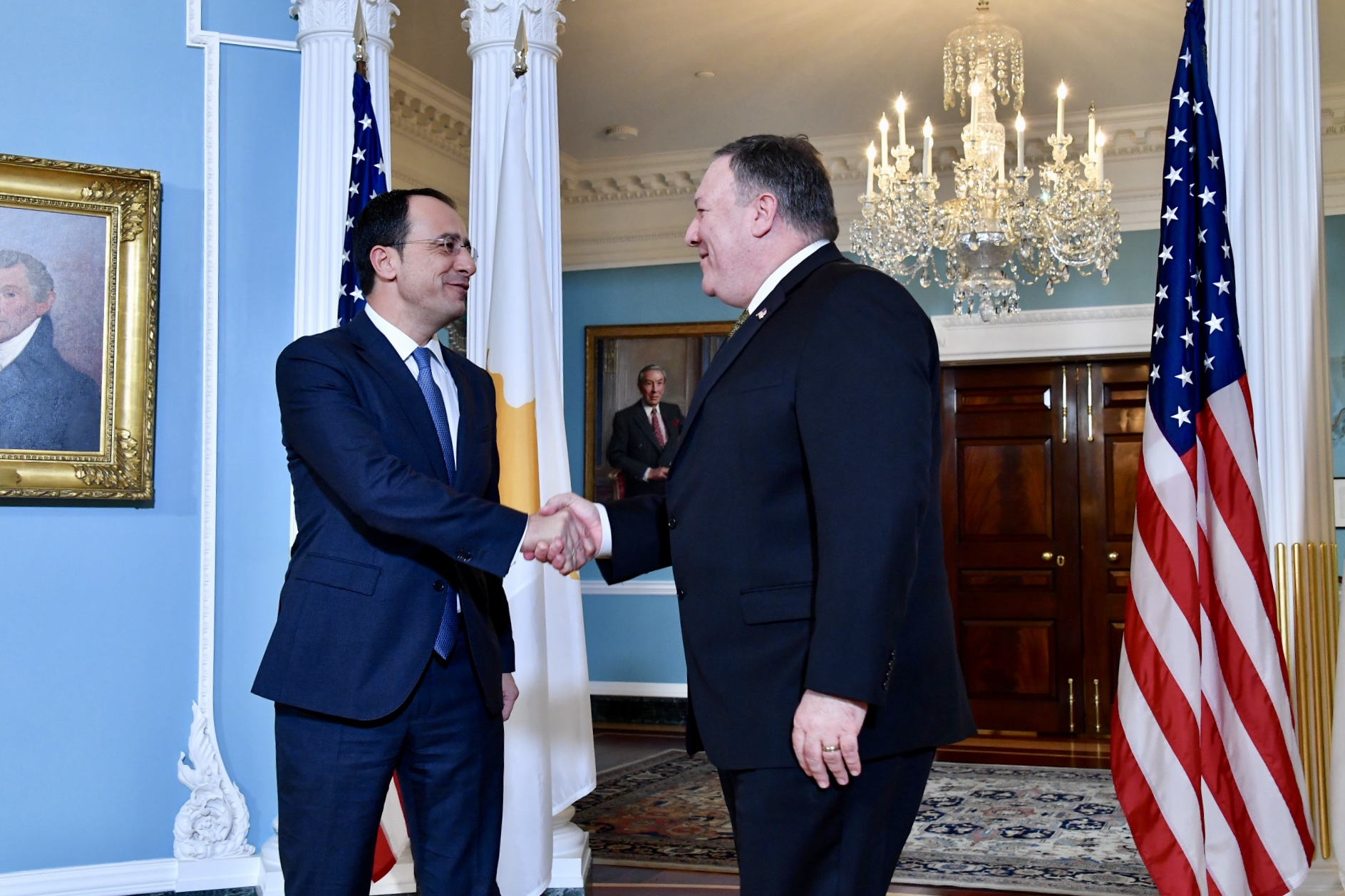
Christodoulides se reunindo com o secretário de Estado dos Estados Unidos, Mike Pompeo, em novembro de 2018

Após a reeleição em fevereiro de 2018, o Presidente da República do Chipre, Nicos Anastasiades, nomeou Christodoulides como chefe do Ministério das Relações Exteriores, entre várias novas nomeações para seu governo. Ele assumiu o cargo em 1 de março de 2018.
Christodoulides, como Ministro das Relações Exteriores, visitou Israel em junho de 2018 e se reuniu com o primeiro-ministro Benjamin Netanyahu e o presidente Reuven Rivlin para discutir os desenvolvimentos regionais e o fortalecimento dos laços bilaterais em situações de energia e emergência. Além das incursões turcas, eles falaram sobre a cooperação estratégica no planejado oleoduto EastMed.
Com relação às provocações da Turquia em desrespeito à Zona Econômica Exclusiva reivindicada pela República de Chipre, Christodoulides observou que a Nicósia não será influenciada pelas ações da Turquia. Durante uma reunião sobre a cooperação greco-cipriota com o primeiro-ministro grego, Alexis Tsipras, ele disse que o "objetivo número um é a reunificação do país".
Em maio de 2018, Christodoulides pediu oficialmente às Nações Unidas que se preparassem para uma rápida reabertura do processo de reunificação. Depois de se encontrar com o ministro das Relações Exteriores da Grécia, Nikos Kotzias, em 7 de maio de 2018, ele elogiou o secretário-geral António Guterres por ter enviado um representante especial para sondar a atmosfera para a reabertura das negociações.
Christodoulides saudou um anúncio dos representantes da Exxon em junho de 2018 para acelerar seu cronograma para iniciar as operações de perfuração no Bloco 10 da Zona Econômica Exclusiva. As operações estavam planejadas para começar no quarto trimestre de 2018.
Em 17 de julho de 2018, Christodoulides se encontrou com a Alta Representante Federica Mogherini em Bruxelas. Eles falaram sobre "o papel crucial que a União Europeia pode desempenhar nos esforços para retomar as negociações de paz paralisadas em Chipre". Durante sua visita, Christodoulides afirmou que Chipre "não pode se dar ao luxo de fracassar em novas negociações". Mas ele também insistiu que "a Turquia deve cumprir os padrões europeus e a lei internacional".
Em julho de 2020, reagindo aos confrontos armênio-azerbaijano, Christodoulides condenou a "violação do cessar-fogo pelo Azerbaijão" e pediu "contenção das partes para diminuir a tensão na região".
Em 5 de abril de 2021, Christodoulides foi premiado com a Ordem da Bandeira da Sérvia pelo presidente sérvio Aleksandar Vučić.

### Renúncia ao cargo de ministro e campanha presidencial
Após meses de especulação sobre se ele seria candidato nas eleições presidenciais cipriotas de 2023, Christodoulides expressou seu interesse em uma coletiva de imprensa realizada no Ministério das Relações Exteriores em 9 de janeiro de 2022. No dia seguinte, ele renunciou ao cargo de ministro, e foi substituído pelo veterano político Ioannis Kasoulidis em 11 de janeiro.
Em junho de 2022, anunciou formalmente sua candidatura como candidato independente, apesar de ser membro do DISY. Ele foi endossado por DIKO e EDEK, o terceiro e quarto maior partido da ilha, respectivamente. Em 5 de janeiro de 2023, após a apresentação de sua candidatura, ele foi formalmente expulso do DISY pelas autoridades do partido. Em 2022, pesquisas de opinião sugeriram que ele mantinha uma vantagem confortável sobre os outros candidatos.
Em 2023, Christodoulides venceu o primeiro turno das eleições presidenciais com 32,04% dos votos. Ele também venceu o segundo turno com 51,92% dos votos, contra 48,08% de Andreas Mavroyiannis, apoiado pelo AKEL, para se tornar presidente do Chipre.

## Publicações
Entre as contribuições para vários periódicos nacionais e internacionais, Christodoulides também é autor de dois livros. Em 2009, publicou Plans for Solution of the Cyprus Problem 1948-1978, e em 2013, publicou Relations between Athens and Nicosia and the Cyprus Problem, 1977-1988.

## Vida pessoal
Christodoulides é casado com Philippa Karsera, e têm quatro filhos. Sua esposa também é uma diplomata cipriota. Eles se conheceram em 1999 como adidos diplomáticos recém-nomeados no Ministério de Relações Exteriores. Entre outros cargos importantes, ela também atuou como vice-diretora do Gabinete Diplomático do Presidente no Palácio Presidencial. Desde fevereiro de 2022, ela lidera o departamento de gerenciamento de crises no Ministério das Relações Exteriores do Chipre.